# Staatsfeiertag (Liechtenstein)

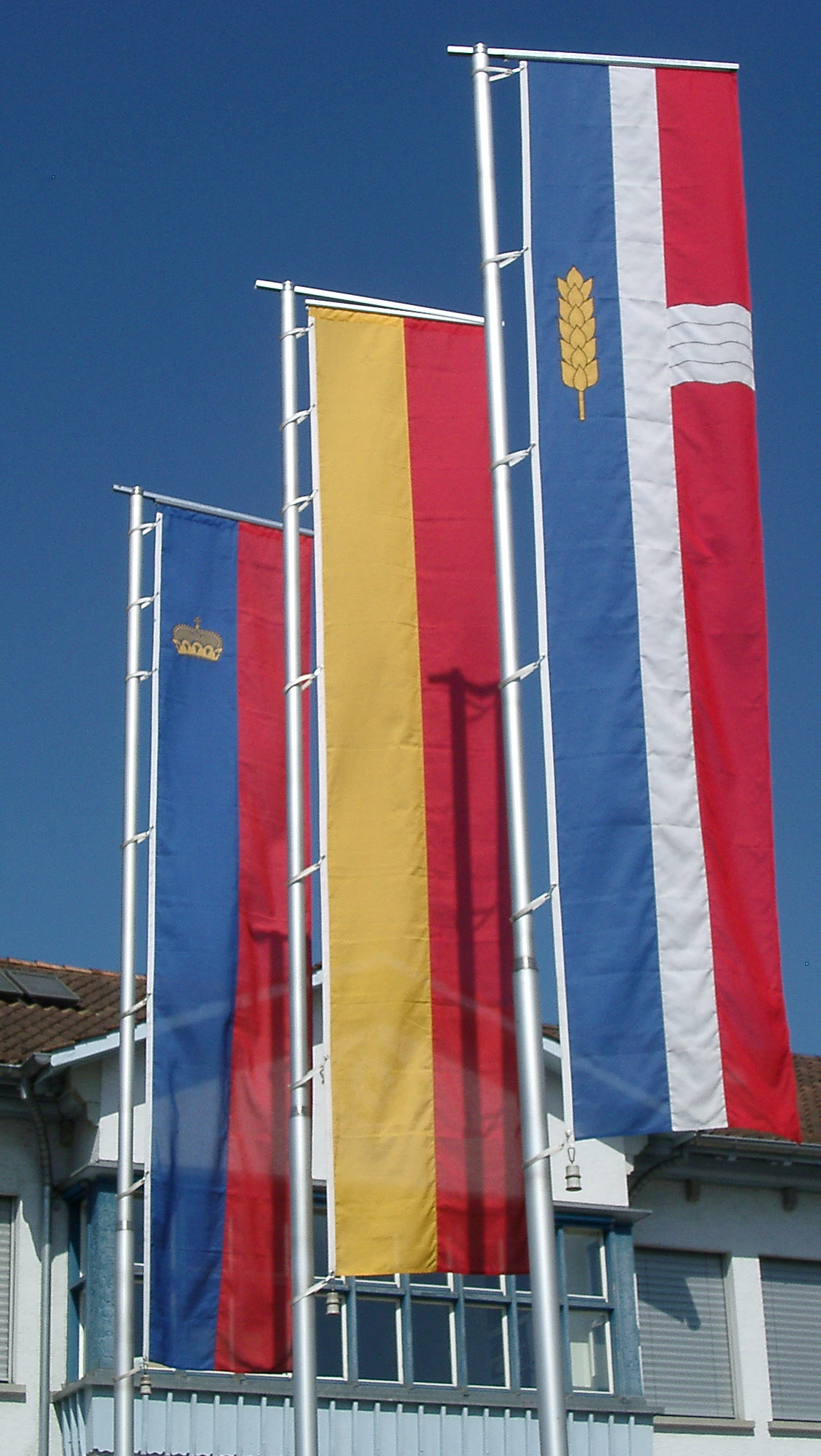
Gehisste Flaggen in Schaan zum Staatsfeiertag 2009

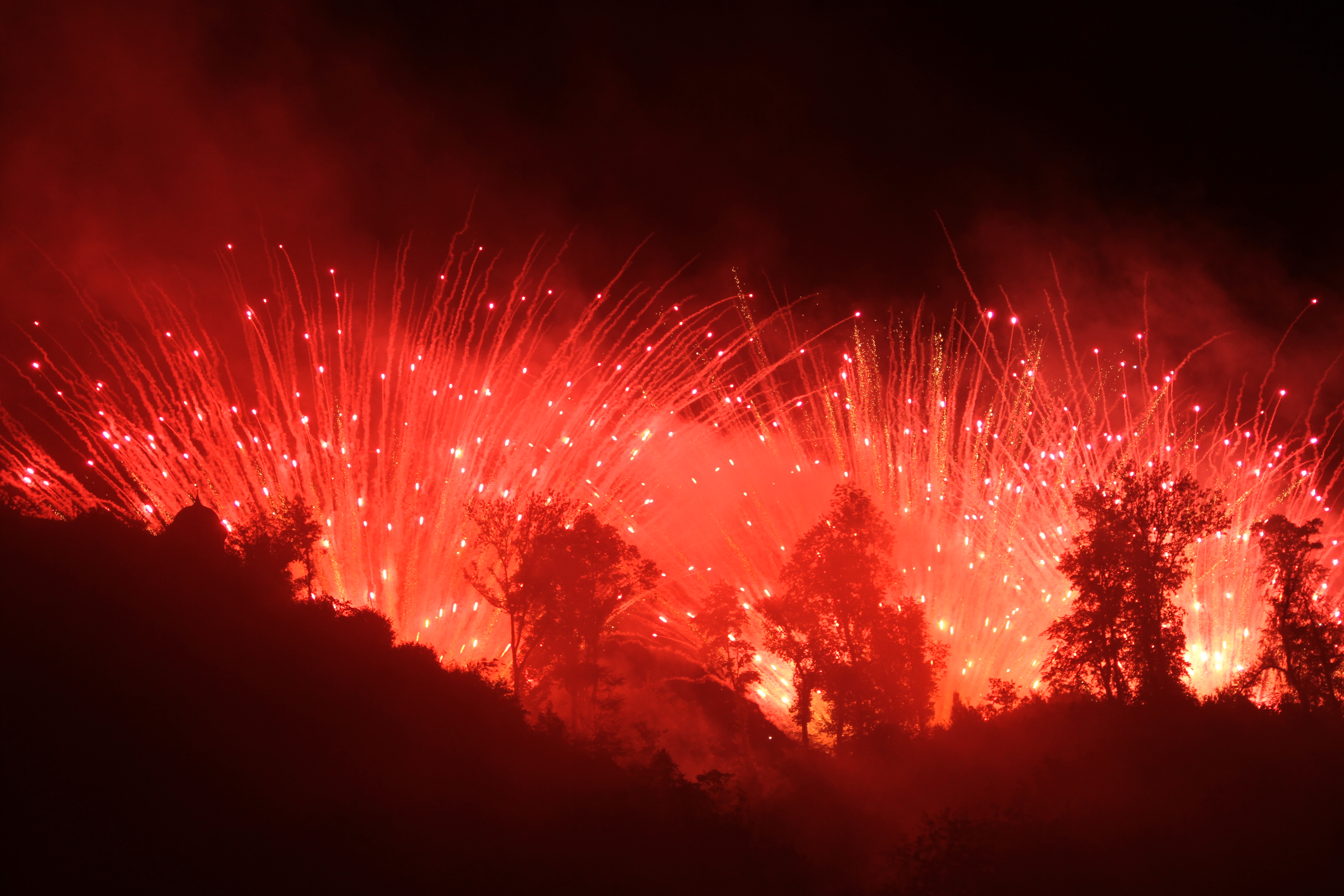
Grosses Feuerwerk zum Staatsfeiertag 2011

Der Staatsfeiertag wird in Liechtenstein jährlich am 15. August als nationaler Feiertag begangen.

## Hintergrund
Da der Geburtstag des damaligen Fürsten Franz Josef II. (16. August) und Mariä Himmelfahrt als einer der wichtigsten Feiertage der katholischen Kirche nur einen Tag entfernt lagen und man diesen Tag für längere Zeit verankern wollte, erhob die Regierung 1940 den 15. August, Mariä Himmelfahrt, zum Staatsfeiertag und bestätigte ihn nach dem Tod des Fürsten im Jahr 1989.
Schon früher wurden an runden Fürstengeburtstagen und Regierungsjubiläen Feste gefeiert, aber diese hatte man zuvor nie als Staatsfeiertage fixiert.
Aufgrund des voranschreitenden Nationalsozialismus in den Nachbarländern und auch in Liechtenstein selbst wollte man zudem mit diesem Akt zur Stärkung des Nationalgefühls und des Bewusstseins der Souveränität des Fürstentums beitragen und ein Zeichen zur «Einigkeit von Fürst und Volk» setzen. Bereits zwei Jahre zuvor, 1938, hatte der Fürst seinen Wohnsitz von Ostösterreich bzw. Südmähren auf Schloss Vaduz verlegt, um aufkommenden Unruhen und nationalsozialistischen Bestrebungen in seinem Land entgegenzuwirken.
Damals stand der Fürst als Staatsoberhaupt im Mittelpunkt des Staatsfeiertags, der auch als «Fürstenfest» bezeichnet wurde.
Mit der Zeit wendete sich der Fokus weg von der Politik hin zum Staat und seiner Souveränität. 1990 wurde das auch im Gesetz verankert, mit der «Förderung der Besinnung auf die staatlichen Grundwerte und das Bewusstsein der Zusammengehörigkeit».

## Elemente
Bestimmte Elemente der Feier wurden schon 1940 zum ersten Mal eingesetzt und bestehen bis heute:
- das Feuerwerk auf Schloss Vaduz
- die auf dem Schloss aufleuchtende Devise «Für Gott, Fürst und Vaterland»
- eine brennende Fürstenkrone auf Tuass
- Höhenfeuer
- das Singen der Volkshymne
- patriotische Ansprachen
- die Beflaggung der Häuser

## Galerie
Anmerkung: Alle Aufnahmen stammen aus dem Jahr 2023.

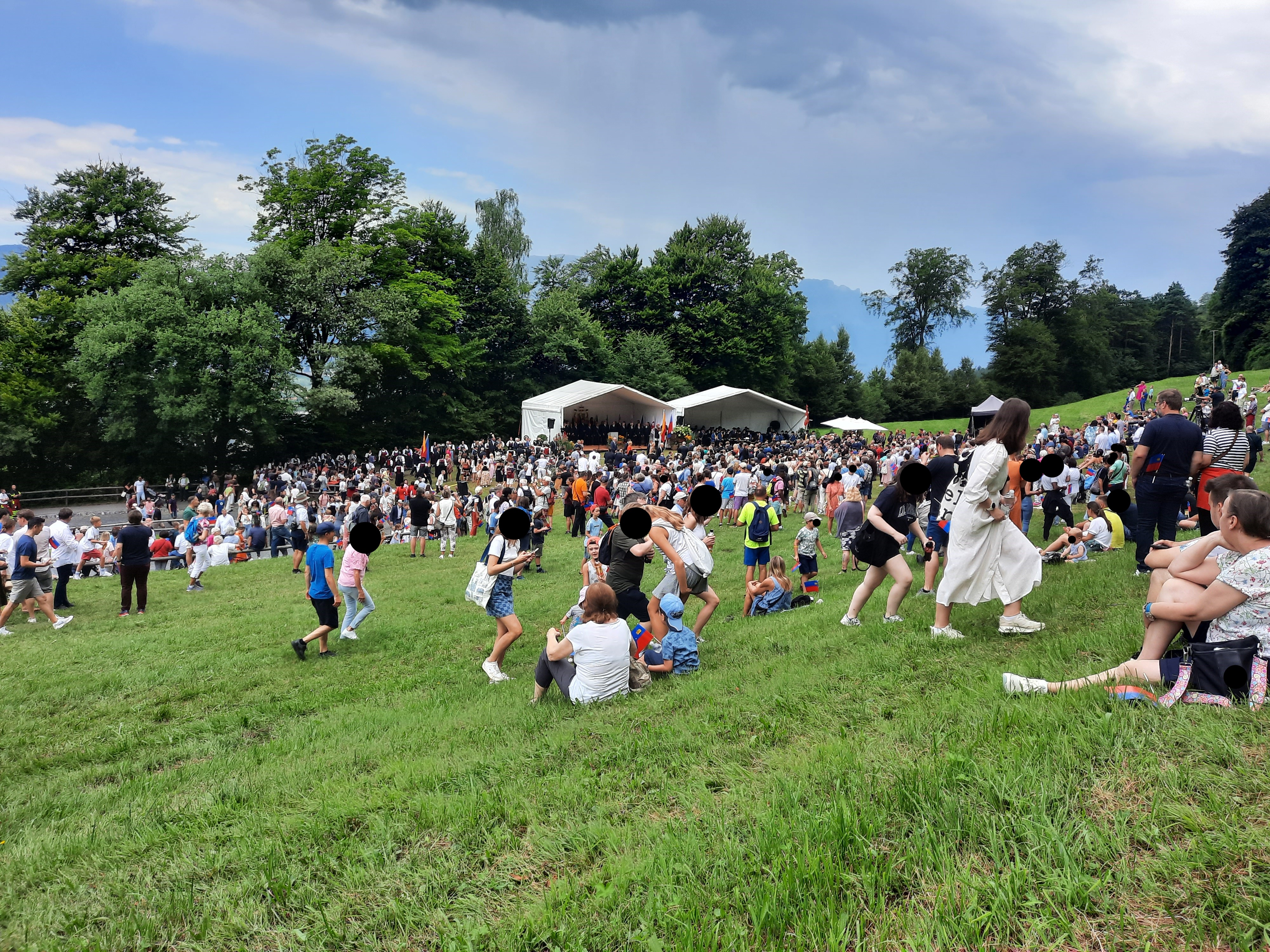
Tummeln auf der Schlosswiese
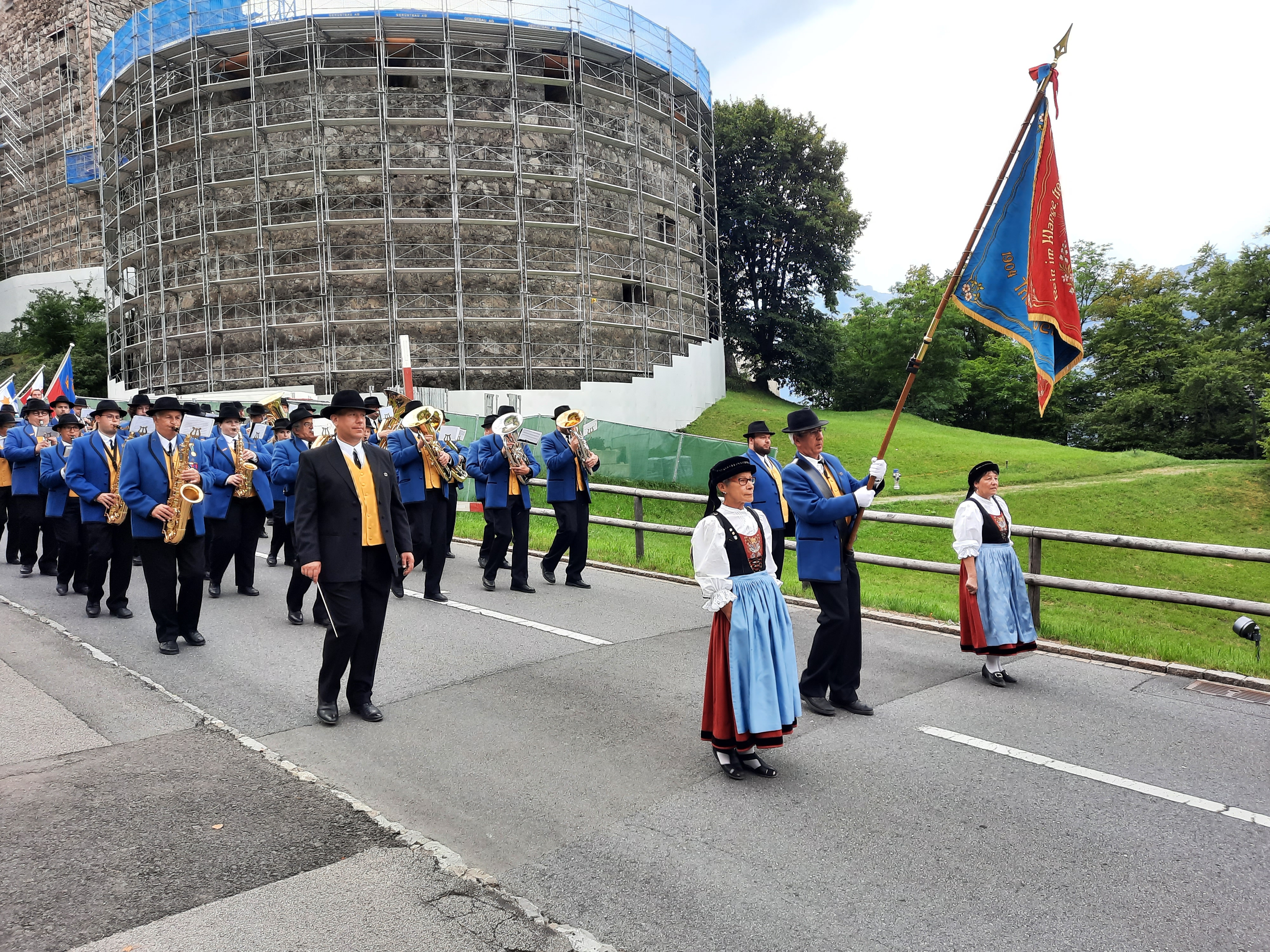
Einzug zum Staatsakt
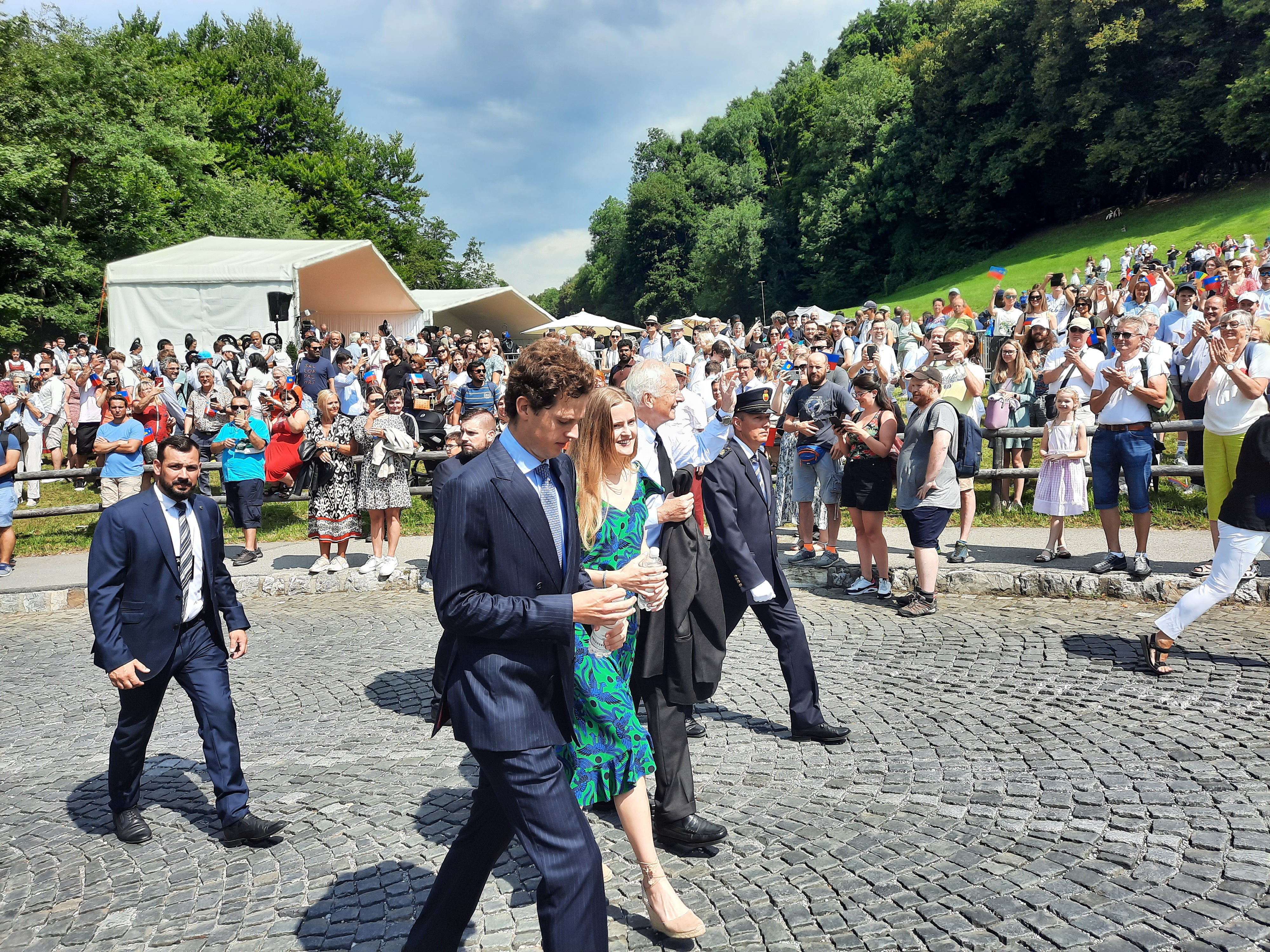
Hans-Adam II. beim Staatsakt
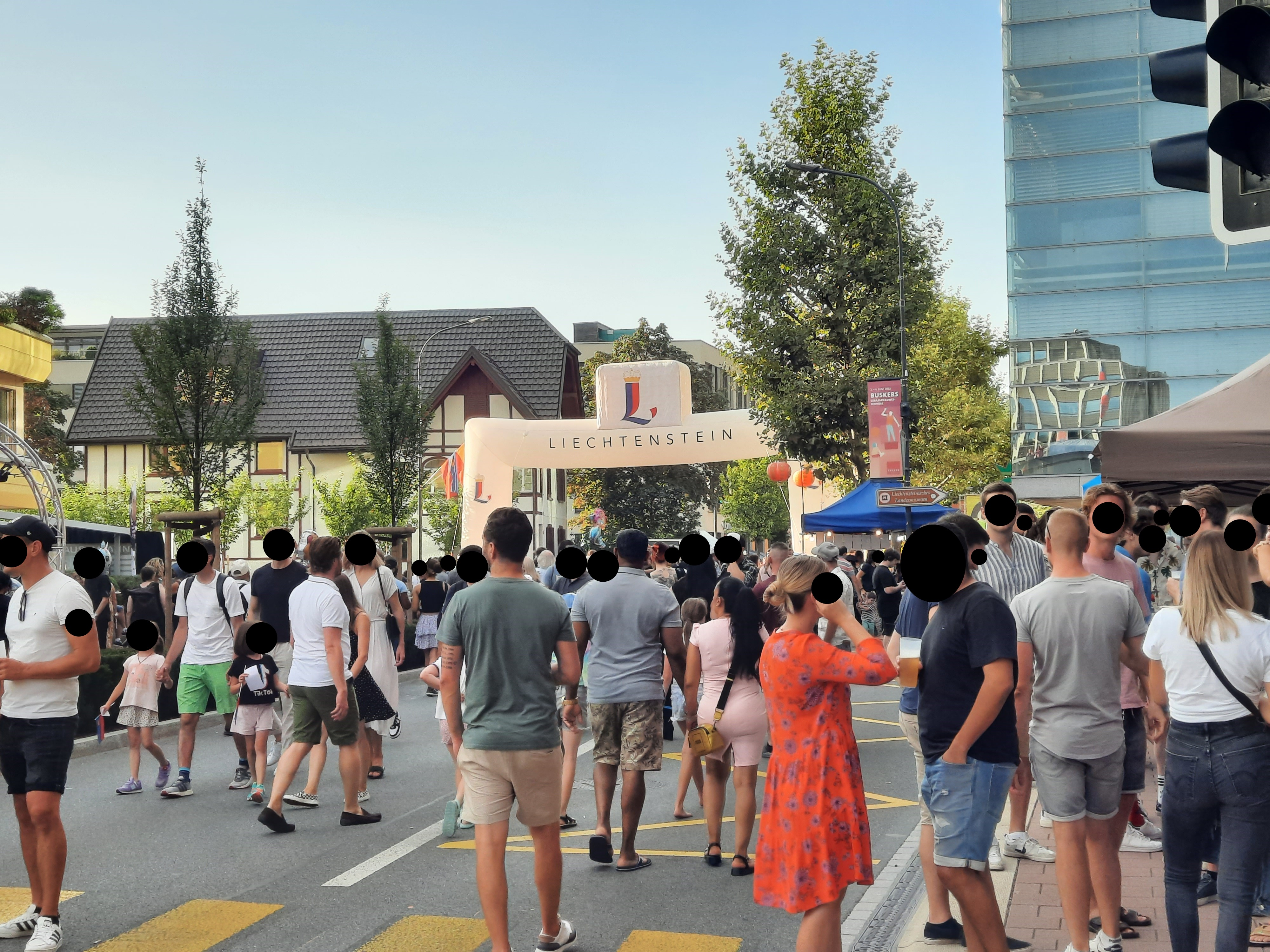
Treiben auf dem Volksfest
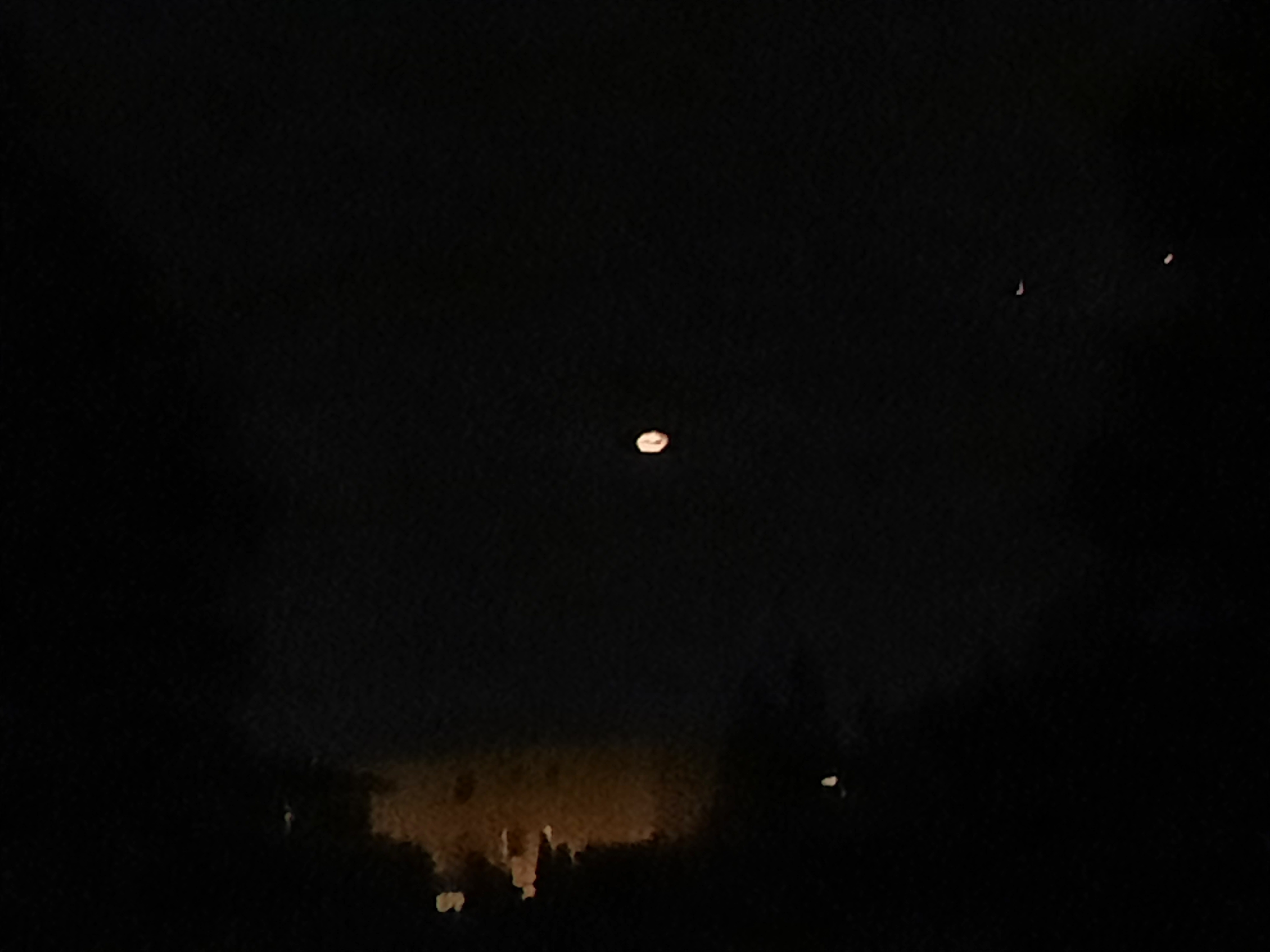
Traditionelle Feuerkrone
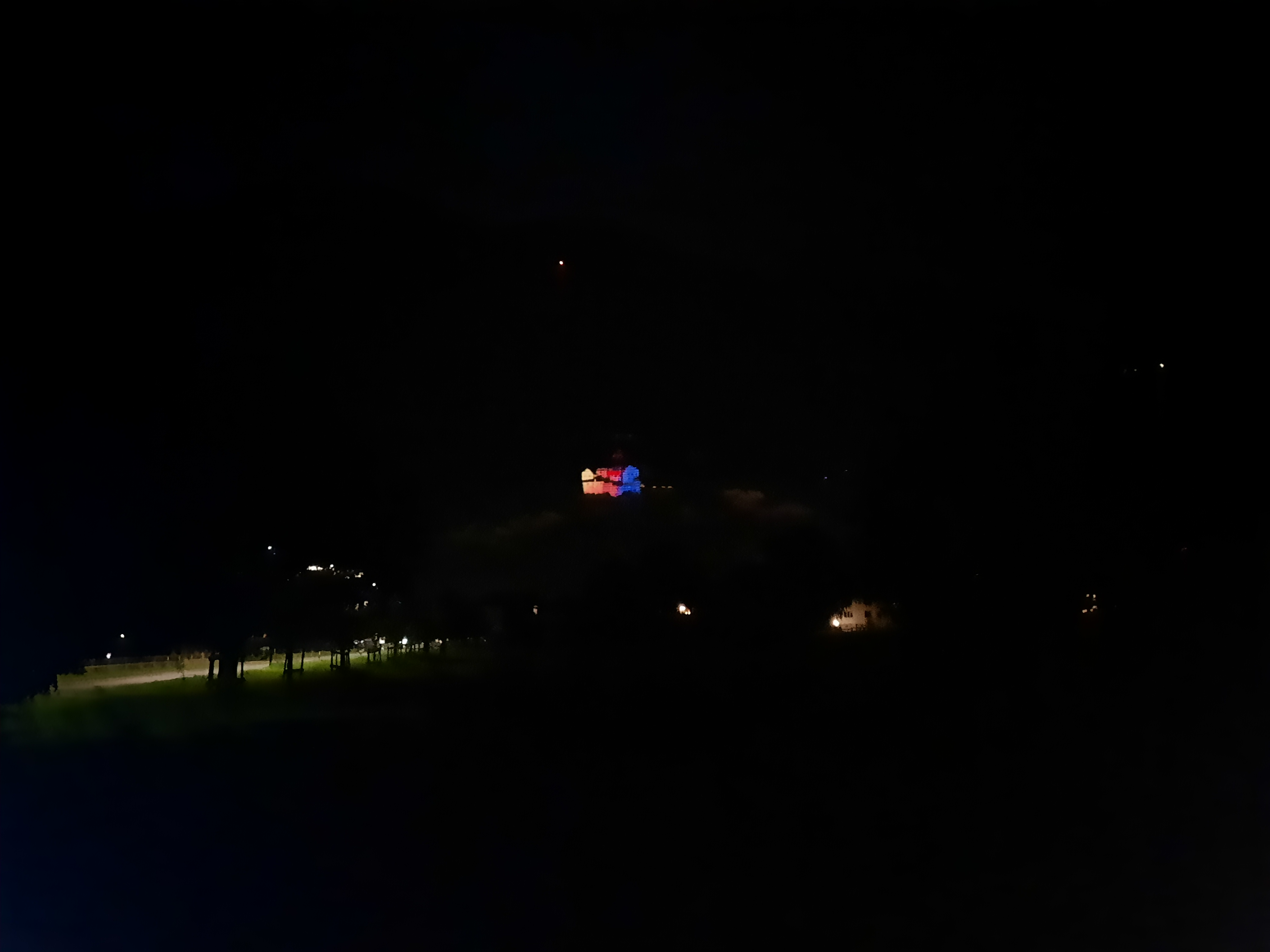
Beleuchtetes Schloss Vaduz in Liechtensteinfarben